# Четыре фрегата

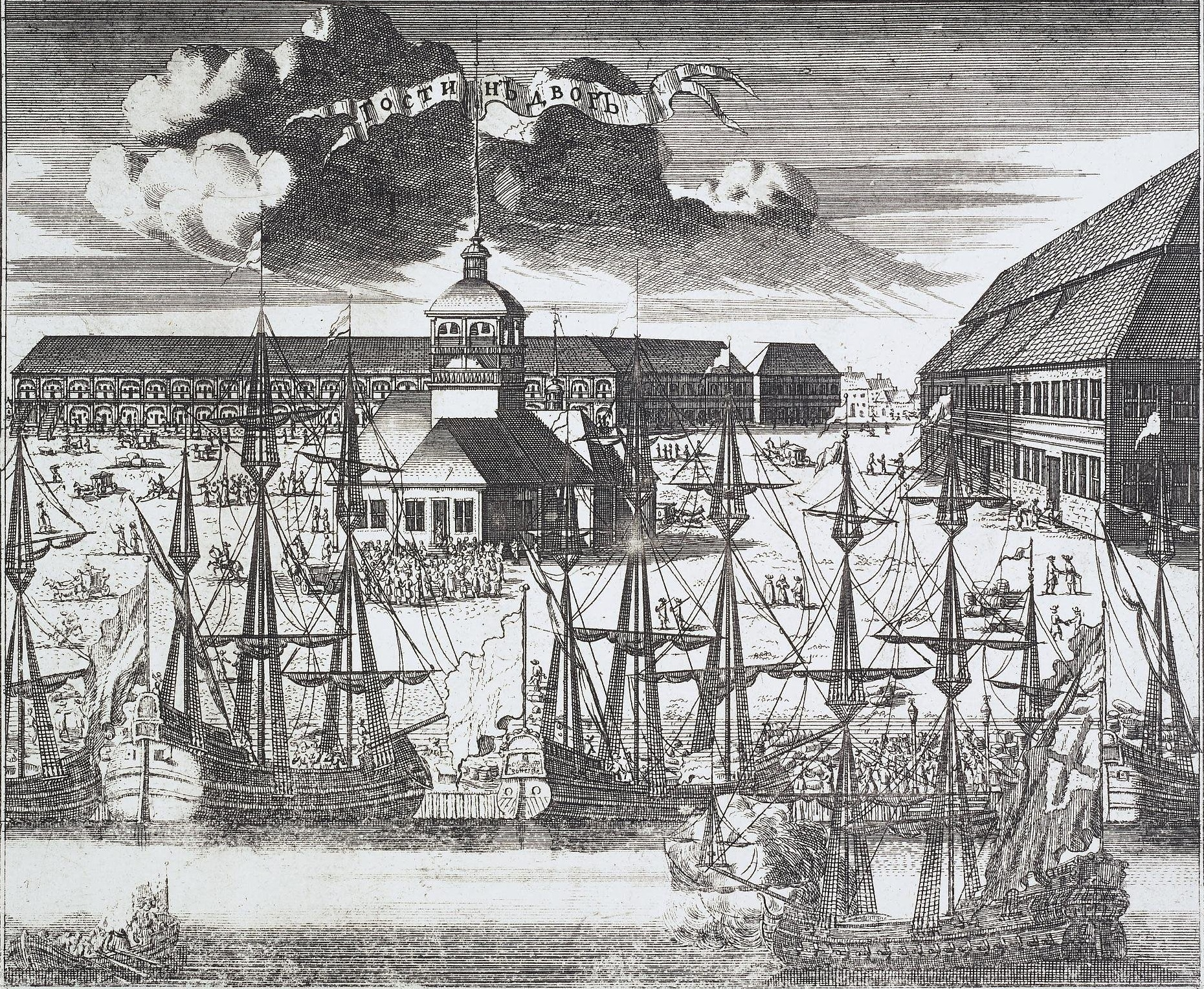
Вид на Троицкую площадь в период существования австерии

Четыре фрегата — австерия, знатный питейный дом, существовавший в Санкт-Петербурге в начале XVIII века, в эпоху правления Петра I. Её принято считать первейшим (по крайне мерее подробно описанным) заведением общественного питания в Санкт-Петербурге, хотя с самого существования города в ней появлялись харчевни для простолюдин, например самое раннее упоминание связанно с харчевней, открытой в мае 1703 года Алексеем Ефремовым, крестьянином Ярославского уезда.
Изначально безымянная австерия была открыта по разным данным в 1703 или в 1705 году на Троицкой площади, напротив Петропавловской крепости гамбургским датчанином Яном (Иоганном) Фельтеном. Несмотря на своё монопольное положение, он быстро привлёк внимание широким выбором блюд, качественным обслуживанием и относительно приемлемыми ценами. В итоге Фельтен стал царским поваром Петра и первым ресторатором Петербурга. Русскому царю, имевшему привычку ввиду своего образа жизни — питаться в сухомятку — пришлись по вкусу блюда Фельтена.  
В 1720 году австерия была прозвана «Четырьмя фрегатами», в честь захваченных четырёх шведских фрегатов на исходе Северной войны 27 июля 1720 года. Корабли были торжественно введены в Неву, а на Троицкой площади воздвигнули памятник. 
В австерии подавали пиво, водку, вино, карты табак, полпиво, квас и мёд. Пиво подавали густым, жидким или разбавленным водой. Также продавали водку, настоянную на еловых шишках, как средство от дизентерии и цинги. Обстановка в помещении была «домашней», без напечатанного меню. Блюда иностранцам здесь подвались на «голландский манер» — закуски на оловянных тарелках, колбасы под потолком и пиво в глиняных кружках. С австерией связанна история, согласно которой голландские шкиперы пожаловались на невкусные русские блюда и Пётр отвёл их в заведение и угостил оладьями с припеком, которые оказались настолько вкусными, что смущённые моряки замолчали
Австерию посещали корабельные мастера негоцианты, иностранные матросы и шкиперы, в том числе иностранные. Туда часто приходил Пётр I в сопровождении приближенных, которых встречали с чаркой водки с краем хлеба, посыпанным солью. Австерию помимо Петра любили посещать Меньшиков, высшие чины. иностранные послы, торговцы и другие прилично одетые люди. Рабочих в австерию не впускали и они питались в других харчевнях. Каждую пятницу заведение посещали знатные особы и русcкие, немецкие офицеры. 
В этой австерии Пётр праздновал закладку Адмиралтейства, победу в Полтавской битве и подписание Ништадтского мирного договора. При проведении торжественных мероприятия рядом с австерией запускались фейерверки.